# František Doležal
František Doležal, křtěný František Antonín (* 28. července 1910 Kostelec nad Orlicí – 19. července 1989 Praha) byl malíř, grafik, typograf, kurátor, básník, dramatik, výtvarný kritik a publicista. Byl zakladatelem a předsedou výstavní komise prestižní Galerie Vincence Kramáře.

## Život

### 1910–1945
František Doležal pochází z rodiny zámeckého kastelána Rudolfa Doležala a jeho ženy Anny, rozené Brunové z Potštejna. Otce si vážil pro jeho kulturní rozhled, vášeň pro literaturu a vlastenectví a poutal ho k němu silný citový vztah. Během dospívání ho ovlivnil zámecký lékař a literát dr. František Albert a sběratel výtvarného umění a překladatel sovětské literatury prof. Josef Píč. V letech 1921-1928 absolvoval reálné gymnázium v Kostelci nad Orlicí. Během studií se seznámil s malířem Stanislavem Odvárkem a s Lumírem Čivrným. Malbu studoval soukromě u Antonína Hudečka (1927-1928).
Po maturitě nemohl ze sociálních důvodů pokračovat ve studiích. Byl zaměstnán na Zemském finančním ředitelství jako úředník v Holicích a psal a kreslil pro místní tisk. V letech 1932-1934 absolvoval vojenskou službu a důstojnickou školu v Kladně, Olomouci a Praze. Od roku 1934 se natrvalo usadil v Praze a spolupracoval jako autor článků i kreslíř s Melantrichem a Tvorbou a překládal a psal eseje pro levicové Haló-noviny. Stýkal se s J. Hořejším, K. Konrádem, E.A. Longenem a E.F. Burianem. Roku 1935 působil jako propagační grafik Kupkova divadla mladých v Praze a po zániku divadla začal spolupracovat s divadlem E.F. Buriana. Roku 1936 se chtěl jako dobrovolník zapojit do občanské války ve Španělsku, ale byl varován před policejní šťárou na nádraží a do Španělska neodjel. S Josefem Michalcem v Kostelci nad Orlicí tiskl a rozvážel protifašistické letáky. Roku 1937 měl svou první výstavu surrealistických kreseb a koláží (spolu s dalšími mladými surrealisty) v Salonu na chodbě ve foyeru divadla E. F. Buriana v Mozarteu. Roku 1938 se oženil s Naděždou Vítků. V roce 1943 se narodil syn Herbert.
V letech 1935–1946 byl externím spolupracovníkem Nakladatelského družstva Máj. Ještě před válkou se stýkal s Františkem Tichým a jejich přátelství se prohloubilo za Protektorátu, kdy ho Tichý zasvěcoval do grafických technik (1943-1944).

### 1945–1950
Po skončení války roku 1945 vstoupil do KSČ a byl spoluzakladatelem a teoretikem Socialistické výtvarné fronty, spoluzakladatelem družstva Tvar a do roku 1946 vedoucím redaktorem týdeníku Lidová kultura. V letech 1945-1950 byl vedoucím výtvarného a fotografického referátu Ústřední rady odborů, poté do roku 1966 vedoucím výtvarného referátu Ministerstva kultury. Od konce 40. let se zasazoval za zřízení regionálních galerií. Jako člen akčního výboru SČVU pracoval v komisi pro reformu uměleckých škol. Při stranických prověrkách byl koncem roku 1950 vyškrtnut z KSČ.

### 1950–1969
Roku 1951 se vrátil k malbě. V následujícím roce se rozvedl se svou první manželkou a oženil se s Irenou Kraftovou. Dcera Jarmila se narodila roku 1956. (V roce 1980 se provdala za filosofa Josefa Štogra.)
V letech 1948-1952 a 1959-1970 byl členem Svazu československých výtvarných umělců. Roku 1952 byl znovu přijat do KSČ a vystavoval s SČUG Hollar a se členy krajského střediska Purkyně a střediska ÚSČVU Aleš. Roku 1955 vážně onemocněl a podrobil se operaci ledvin. Během rekonvalescence maloval v rodném Kostelci nad Orlicí a v okolí Častolovic. Roku 1956 cestoval do Paříže a navštívil Josefa Šímu. Od tohoto roku často pobýval v Litoměřicích a v Českém středohoří. Roku 1960 si koupil stavení v Hlinné u Litoměřic a zřídil si zde ateliér.
Měl bojovnou, bouřlivou a nesmlouvavou povahu a byl neúnavným organizátorem výstavního dění. V letech 1950–1970 byl členem SČUG Hollar, 1961-1966 předsedou pobočky SČVU v Praze 6. Roku 1962 podnikl cestu do Rakouska a Itálie. Roku 1963 se rozvedl a od té doby se věnoval i výchově své dcery. Inicioval založení Galerie Vincence Kramáře v Praze 6-Dejvicích. V letech 1964-1971 byl předsedou její výstavní komise, navázal kontakty s Daniel-Henry Kahnweilerem a vybudoval z ní galerii evropské úrovně. Roku 1965 znovu navštívil Josefa Šímu v Paříži a byl na měsíčním studijním pobytu v Jugoslávii, kde uzavřel dohodu o spolupráci a vzájemné výměně výstav. Roku 1966 znovu vážně onemocněl, ukončil zaměstnání na MK a vzdal se funkce předsedy pobočky SČVU v Praze 6. V letech 1966-1970 byl vedoucím skupiny malířů Prahy 6 nazvané Index. V letech 1952-1972 působil v nákupních komisích regionálních galerií.

### 1969–1989
V dubnu 1969 požádal o zrušení členství v KSČ, v následujícím roce přestal být členem SČSVU a SČUG Hollar a roku 1971 skončil předsednictví ve výstavní komisi Galerie Vincence Kramáře. Přesto zde ještě téhož roku zorganizoval devět výstav. Po nuceném odchodu do ústraní archivoval a dokumentoval svou práci. Přehled činnosti Galerie Vincence Kramáře věnoval archivu Národní galerie. Na počátku normalizace se zúžil počet Doležalových přátel - nadále se stýkal s K. Valterem, L. Tichým, V. Rocmanem, P. Laškou, S. Hruškou a s A. Gutfreundovou. Roku 1980 odmítl přijmout čestný titul "zasloužilý pracovník kultury" od Ministerstva kultury. V 80. letech působil jako nezávislý odborník nákupních komisí a od roku 1981 byl opět členem Svazu českých výtvarných umělců. V té době podnikl několik cest do zahraničí - cestu lodí po Středozemním moři (1980), Jugoslávie (1981), Jugoslávie, Řecka (1984), do Itálie a na Sicílii (1985).
V červenci 1989 po návratu z ateliéru v Hlinné náhle onemocněl a dne 19. 7. 1989 v Praze zemřel. Je pochován na starém hřbitově v Bubenči.

## Dílo
František Doležal byl činný jako kurátor a publicista. Články publikoval v časopisech Hollar, Lidová kultura, Nová fotografie a v novinách Haló-noviny (1934-1935), Národní osvobození (1945-1948) a Průboj (1957-1989). Byl nadán bystrým intelektem a někteří historikové umění považují jeho kritické stati za významnější než Doležalovo malířské dílo. Napsal stovky článků o výtvarném umění, zejména v letech 1945-1948 do periodik Lidová kultura a Národní osvobození.
Patřil k levicové avantgardě 1. republiky a vyznával ideály sociální spravedlnosti a svobody uměleckého projevu. Vždy obhajoval moderní umění a nebál se kriticky vyjádřit k tzv. socialistickému realismu.
Počátkem 30. let svými obrazy z pražské periferie navazoval na sociální umění 20. let. Později byl ovlivněn surrealismem, ale obrazy z této doby jsou nezvěstné. Tvořil také surrealistické frotáže a koláže (k textům Fr. Bárty) a své karikatury zveřejňoval v Trnu, Tvorbě, Českém slovu a Bodlácích. Těsně před válkou namaloval dva obrazy s varující tematikou (Přízraky války, 1938, Fantom války, 1939). Za války a poté i několik následujících let (do r. 1951) se zabýval převážně kresbou a grafikou, v níž převažují figury a portréty. Roku 1953 skončil s grafikou, neboť mu chybělo dostatečné technické vybavení a vracel se k ní pouze příležitostně, např. při tisku novoročenek nebo cyklu barevných dřevorytů Divertimento.
V 50. letech ho zajímala předmětná skutečnost a věnoval se i malbě krajin. V té době se vrátil ke svému mladistvému zaujetí Karlem Hynkem Máchou (30. léta) a jeho skrytými vášněmi i protispolečenským vzdorem a často pobýval v Litoměřicích a Českém středohoří (Litoměřický cyklus, 1956-1960). Do Litoměřic pak jezdil na motocyklu až do konce 70. let a maloval zde v plenéru. Pohyb i pobyt v krajině vnesl do jeho malby výrazové dynamické prvky a krajina zůstala v jeho díle trvale přítomná jako záznam skutečnosti nebo reminiscence. Roku 1960 inicioval v Litoměřicích výstavu a máchovské oslavy ke 150. výročí básníkova narození (Karel Hynek Mácha v našem výtvarném umění), kde přednesl studii o Máchově díle. Byl zastoupen na litoměřické výstavě Máchovské motivy v současném výtvarném umění (1976) a k Máchovskému cyklu se i v dalších letech opakovaně vracel (1978, 1983-1984).
Počátkem 60. let vytvořil osobitý styl imaginativní malby, v němž se snové představy prolínají s úlomky reality. Zároveň v roce 1962 objevil metodu využívající novinový rastr z autotypického štočku. Rastr byl pro něj kaleidoskopem skrytých významů, vzpomínek, snů, pocitů a představ, který otvírá cestu imaginaci a fantazii. Cyklus drobných kvašů na novinovém rastru (Malý máchovský cyklus, 1963) předznamenal posun k imaginativnímu, poeticky laděnému a produchovnělému projevu, ve kterém zhodnotil své surrealistické počátky a vytvořil vlastní osobitý a nezaměnitelný malířský styl.
František Doležal tvořil v tematických cyklech. V 60. letech to byly cykly Deník Marie (1967-1974), Žena v množném čísle (kresby, koláže, grafika, 1935-1968) a cyklus k Baudelairovým Květům zla (1967), ke kterému se vracel až do konce 70. let. V reakci na srpnovou okupaci roku 1968 namaloval obrazy Smlouva, Velké mlčení a dvě varianty Města v noci. K památce smrti Jana Palacha vznikl obraz Vítěz.
V letech 1969-1973 namaloval 33 obrazů pro Velký Máchovský cyklus, ke kterému se pak opakovaně vracel (1969-1984). Od počátku 70. let vznikaly Reminiscence na České středohoří (1971-1977), cyklus Chile 73 a později Poselství naděje (1975-1978). Roku 1978 vznikl největší soubor obrazů z cyklu Pocty (K.K. Máchovi, M. Ernstovi, Ch. Chaplinovi, F. Tichému, K. Bieblovi, P. Picassovi). Výrazný posun v pojetí figury a prostoru a v barevnosti znamená cyklus Signály času (1980-1989). Od roku 1980 vznikal nedokončený cyklus Jugoslávské variace (1980-1989). Od roku 1988 začal připravovat cyklus Divertimento.

## Galerie

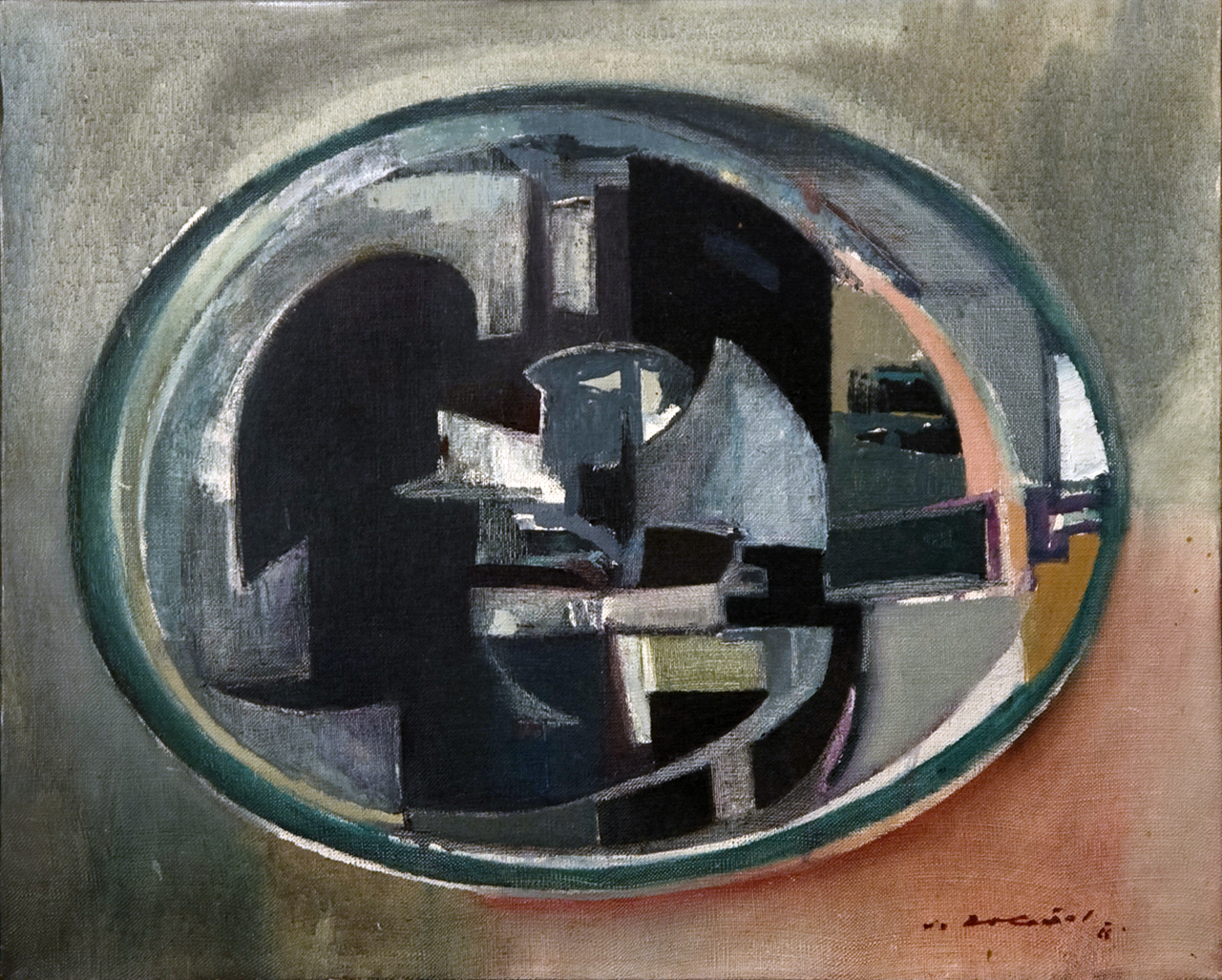
František Doležal, Malá lokální příhoda, 1966
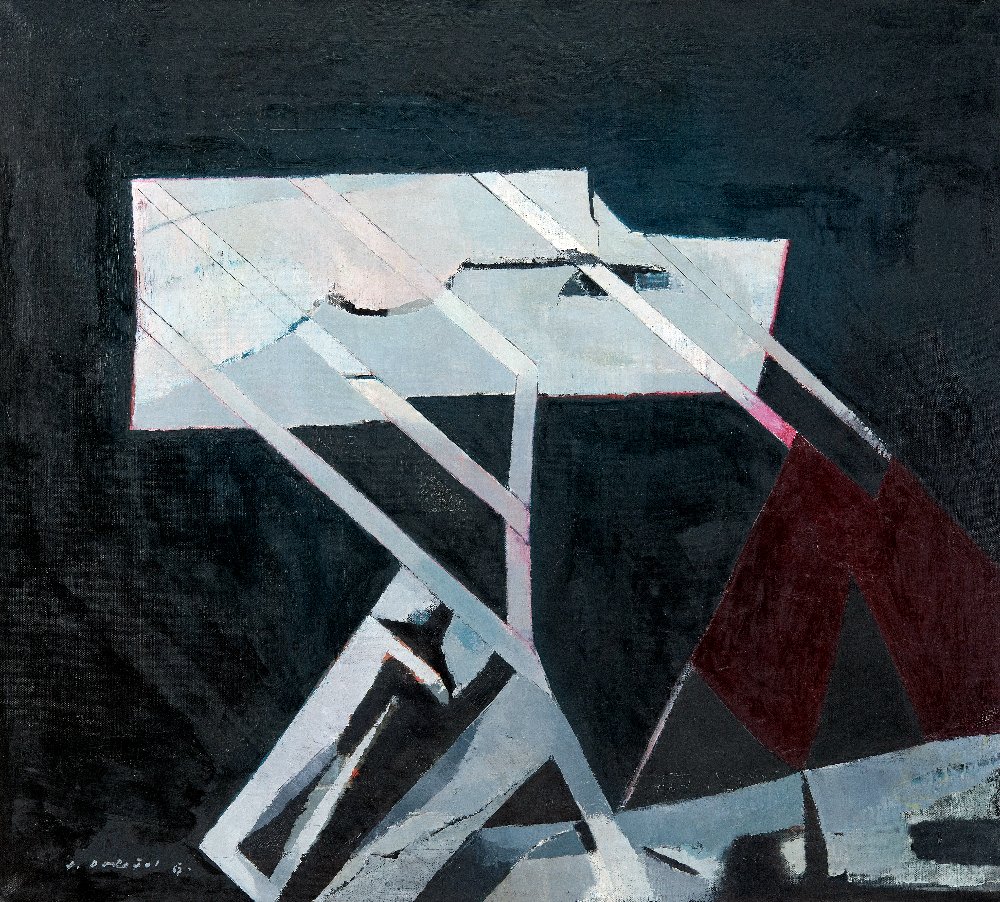
František Doležal, Amarée - Zamřížovaný svět (cyklus Deník Marie), 1967
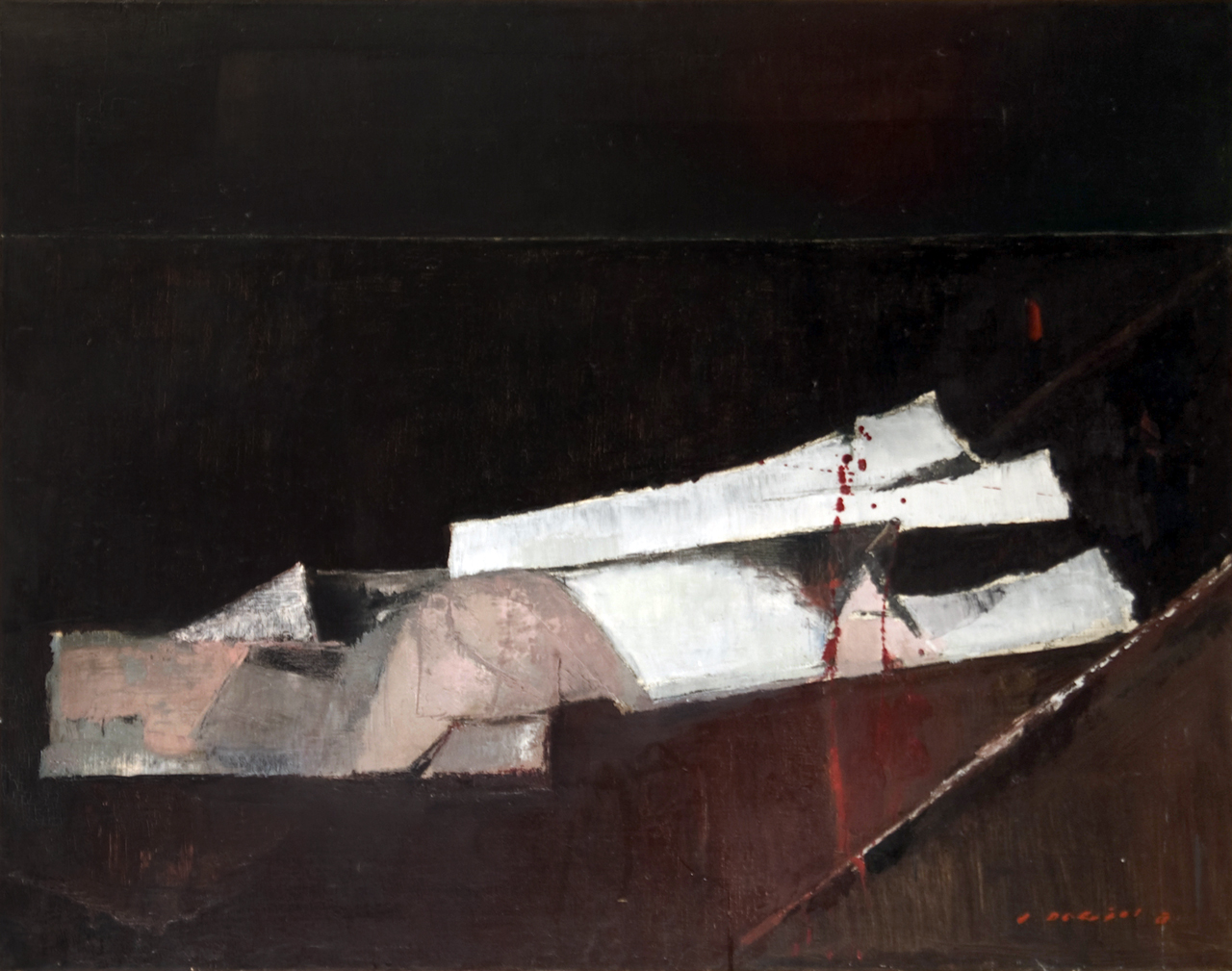
František Doležal, Velké mlčení (cyklus Město v noci), 1968
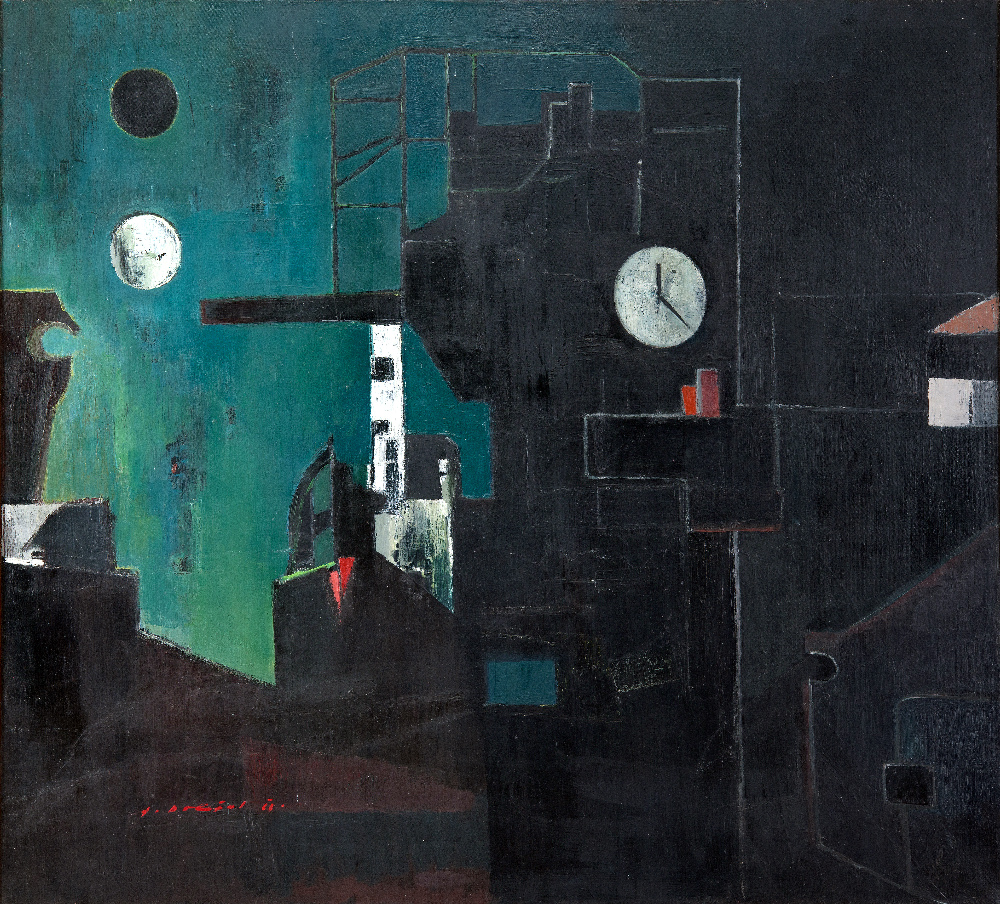
František Doležal, Město v noci (cyklus Město v noci), 1968
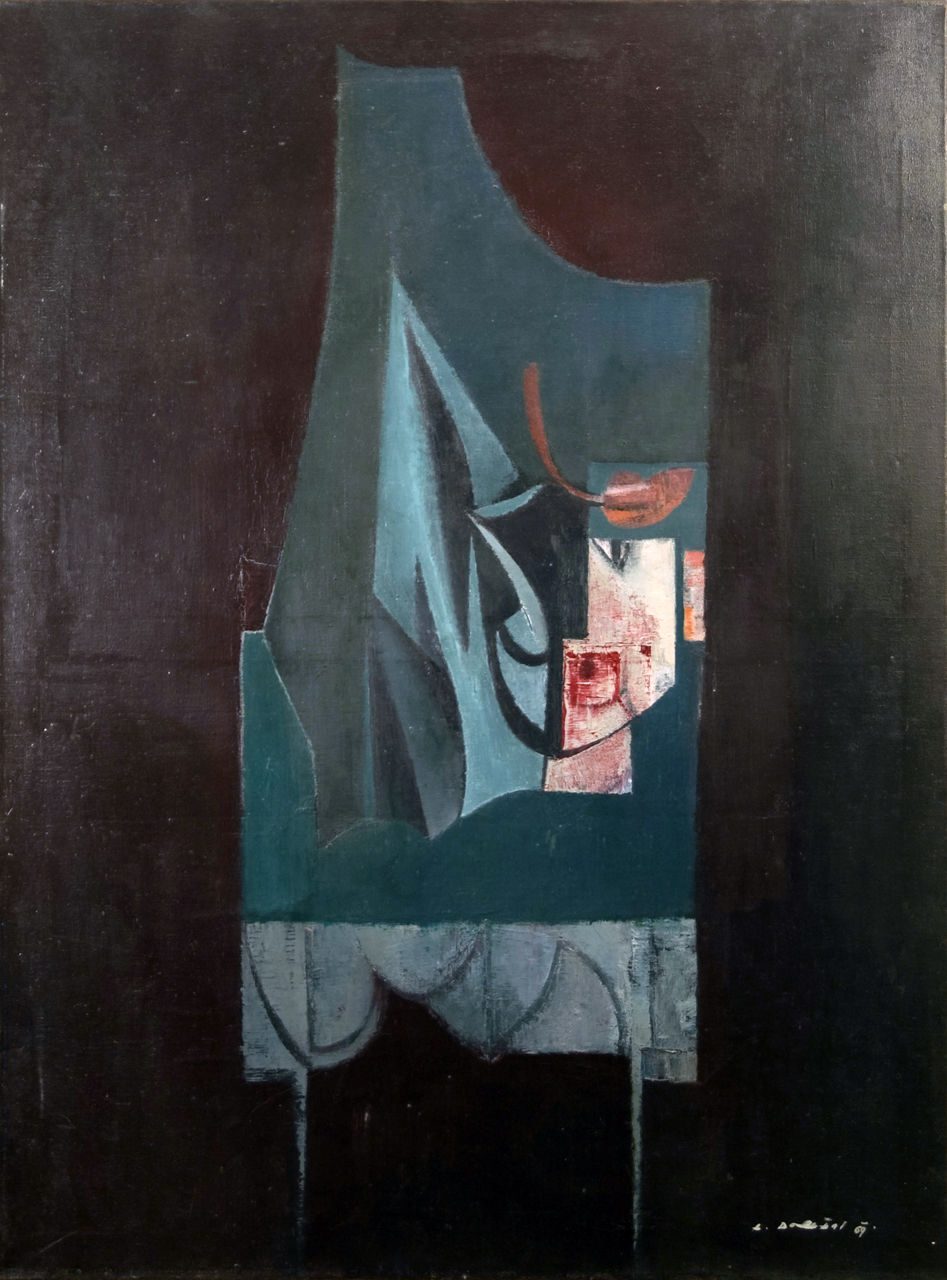
František Doležal, Lori (Máchovský cyklus), 1967
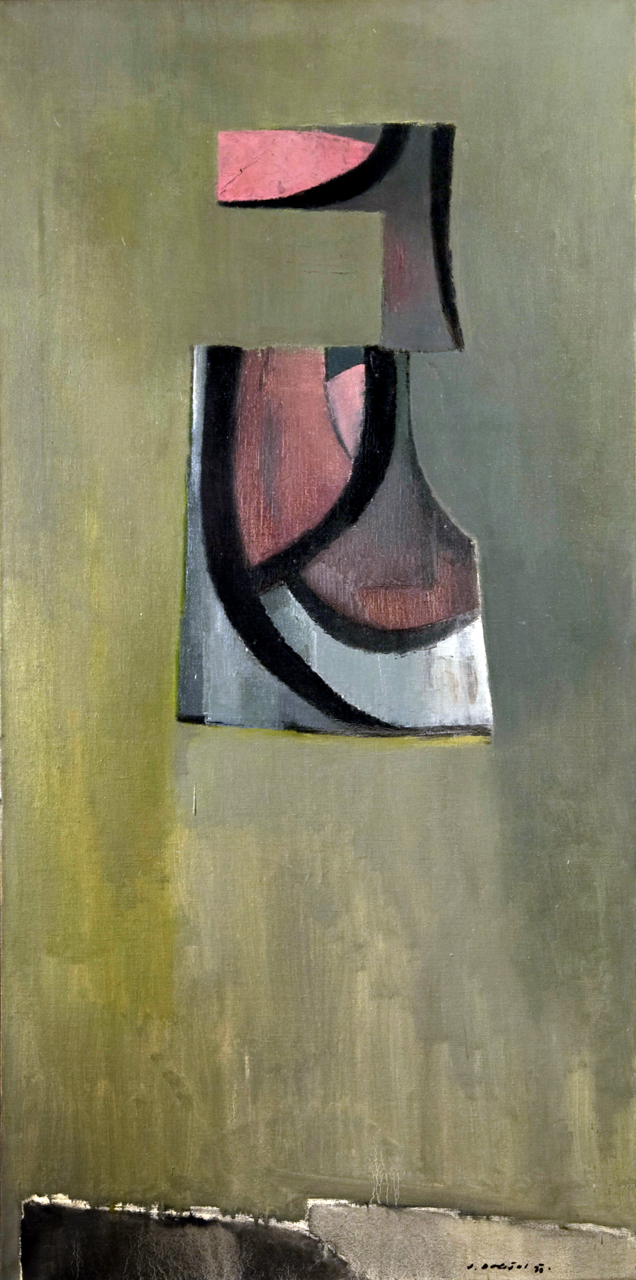
František Doležal, Ani labuť ani Lůna II., (Máchovský cyklus), 1970
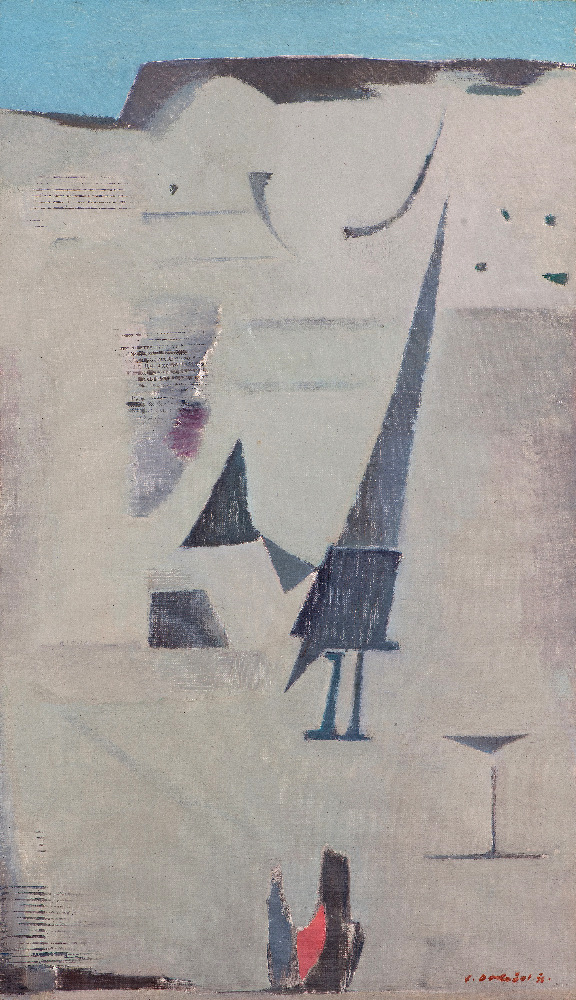
František Doležal, Kročeje třpytných dnů (cyklus Poselství naděje), 1976
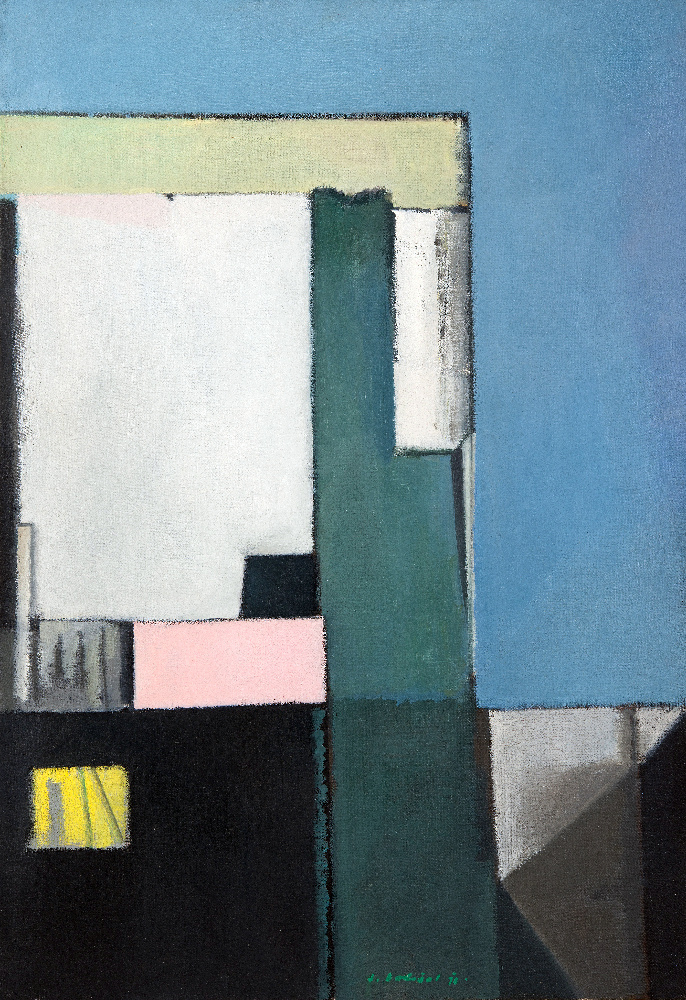
František Doležal, Pocta Le Corbusierovi (cyklus Pocty), 1978

### Poezie, dramata a próza
F. Doležal debutoval jako básník roku 1930 v Almanachu pro poesii a život (1920-1930), který redigoval S. Odvárko. Almanach publikoval díla světových autorů jako Apollinaire, Cocteau, Joyce, Tzara a českých levicových autorů (K. Biebl, A. Hoffmeister, V. Nezval, V. Vančura, R. Wiener). Reprodukoval díla Šímy, Štyrského, Toyen, Zrzavého, ad.
Roku 1940 napsal tři divadelní hry Bouřící mračno a Přízraky (název třetí není znám).
Během války vznikl teoretický text Umění v pojetí dialektického materialismu, ve kterém obhajuje svobodu umělecké tvorby. Tvořivý proces vychází z představ a obsahuje možnost úchylky obrazu od konkrétního předmětu k abstrakci a zevšeobecnění. Odlišuje princip objektivního poznávání světa, které náleží vědě a subjektivní povahu umělecké tvorby. Myšlenková a ideologická konstrukce realistických proudů v umění spočívá podle Doležala na pochybném výkladu poznání. Kniha vyšla roku 1946. Jeho další kniha Thema v nové fotografii (1952) je naopak poplatná vulgaristickým tendencím socialistického realismu. Roku 1966 vycházela na pokračování jeho Jugoslávie pod pravým úhlem v litoměřickém periodiku Proud. Roku 1973 na své chalupě v Hlinné napsal vzpomínkový text Kořeny-minikronika zelenajícího se věku, který zůstal v rukopisu. Roku 1980 vydala Doležalova dcera Jarmila Štogrová některé jeho texty z let 1943, 1965 a 1973 jako samizdat. V roce 1981 vyšly Doležalovy vzpomínky na pokračování v hradeckém deníku Pochodeň. V roce 2005 vydala dcera v nakladatelství Cherm Máchovská zření Františka Doležala a v roce 2008 v tomtéž nakladatelství Malířovy dopisy, Doležalovu korespondenci ze 40. let.

### Zastoupení ve sbírkách
- Národní galerie v Praze
- Severočeská galerie výtvarného umění v Litoměřicích
- Alšova jihočeská galerie v Hluboké nad Vltavou
- Galerie Středočeského kraje v Kutné Hoře
- Galerie hlavního města Prahy
- Galerie moderního umění v Hradci Králové
- Galerie moderního umění v Roudnici nad Labem
- Galerie umění Karlovy Vary
- Muzeum umění Olomouc
- Oblastní galerie Vysočiny v Jihlavě
- Památník národního písemnictví, Praha
- Orlická galerie v Rychnově nad Kněžnou
- Galerie výtvarného umění v Chebu
- Pražská plynárenská, a.s., Praha

### Články a publikace autora (výběr)
- František Doležal, Umění v pojetí dialektického materialismu, Nakl. družstvo Máje Praha 1946 (rukopis vznikl za doby Protektorátu)
- František Doležal, K výstavě sovětského malířství, in: O. Mrkvička (ed.), Střetnutí. Sovětské malířství a současné umění, Praha 1947 (s. 38-47)
- František Doležal, Čtvrt století galerie, Ateliér 2/24 (1989) s.3
- František Doležal, 1964-1989 (Dvacet pět let Galerie Vincence Kramáře v Praze 6), Zpravodaj ONV Prahy 6, 4 (1989) 08

Bibliografie viz abART 

## Výstavy (výběr)

### Autorské
- 1944 Franta Doležal: Obrazy a kresby / Bilder und Zeichnungen, Kulturní středisko továren na obuv Hendrych, Holice
- 1956 František Doležal: Oleje, grafika a kresby z let 1941 - 1956, Dům umělců, Hradec Králové[13]
- 1958 František Doležal: Obrazy z Máchova kraje 1956 - 1958, Výstavní síň Českého fondu výtvarných umění - Purkyně, Praha
- 1958/1959 František Doležal: Obrazy z Máchova kraje 1956 - 1957, Krajská galerie výtvarného umění v Litoměřicích
- 1959 František Doležal: Obrazy z Máchova kraje 1958, Krajská galerie výtvarného umění v Litoměřicích
- 1964 František Doležal: Kresby a grafika Variace na básnická díla 1928 - 1963, Galerie Hollar, Praha
- 1967 František Doležal: Obrazy 1963-1967, Galerie Vincence Kramáře, Praha[14]
- 1967 František Doležal, Galerie moderního umění v Roudnici nad Labem
- 1969 František Doležal: Žena v množném čísle, Okresní dům kultury a vzdělávání, Tábor
- 1970 František Doležal: Obrazy z Máchovského cyklu (1963 - 1970), Oblastní galerie výtvarného umění
- 1971 František Doležal: Obrazy, kresby, koláže 1928 - 1971, Orlická galerie v Rychnově nad Kněžnou
- 1974 František Doležal: Z tvůrčího deníku 1928 - 1973, Galerie výtvarného umění v Chebu
- 1975 František Doležal: Malířské cykly 1956 - 75, Severočeská galerie výtvarného umění v Litoměřicích
- 1979 František Doležal: Výběr z díla, Galerie umění Karlovy Vary
- 1980 František Doležal: Obrazy, kresby 1930 - 80, Krajská galerie, Hradec Králové
- 1981 František Doležal: Obrazy, kresby 1930 - 80, Galerie Československý spisovatel, Praha
- 1981 František Doležal: Obrazy a kresby 1930-1981, Galerie moderního umění v Roudnici nad Labem
- 1982 František Doležal: Obrazy, Orlická galerie v Rychnově nad Kněžnou
- 1984 František Doležal: Kresby, studie, grafika, Letohrádek Ostrov[15]
- 1986 František Doležal: Výběr z díla. Obrazy, kresby, grafika 1930-1985, Galerie Československý spisovatel, Praha
- 1986 František Doležal: Výběr z díla. Obrazy, kresby, grafika 1930-1985, Severočeská galerie výtvarného umění v Litoměřicích
- 1986 František Doležal: Máchovské variace k 150. výročí úmrtí Karla Hynka Máchy, Ústav makromolekulární chemie (Galerie Makráč), Praha
- 1990 František Doležal, Galerie Jaroslava Gruse, Pardubice, Dům U Jonáše, Pardubice
- 1990 František Doležal: Výběr z díla, Orlická galerie v Rychnově nad Kněžnou
- 1990 František Doležal: Obrazy, Galerie Vincence Kramáře, Praha
- 1991 František Doležal: Máchovský cyklus Obrazy, grafika, Výstavní síň Emila Filly, Ústí nad Labem
- 2000 František Doležal (1910 - 1989): Komorní výběr z díla, Galerie Ve dvoře
- 2000/2001 František Doležal (1910 - 1989): Komorní výběr z díla, Městská galerie, Vysoké Mýto
- 2005 František Doležal: Obrazy, Hlinná u Litoměřic
- 2006 František Doležal: Obrazy, Kávovarna, Praha
- 2006 František Doležal: Malířská intermezza, Galerie U Svaté Anny, Plzeň
- 2011 František Doležal: Kvaše a obrazy, Výstavní síň KD Holice
- 2017 František Doležal: Staré Litoměřice a krajina Litoměřicka, Galerie Ve dvoře, Litoměřice
- 2017 František Doležal: Obrazy. Staré Litoměřice a krajina Litoměřicka, Galerie Ve dvoře

### Společné
Společné výstavy viz abART 

### Další
- 2021 Život a dílo Františka Doležala, Galerie Skleňák, Praha 6, 8. duben – 2. květen 2021, kurátorka Jarmila Štogrová-Doležalová[16]